# Grand Prix de Wallonie 1936
La 2e édition du Grand Prix de Wallonie est une course cycliste qui a eu lieu le 1er juin 1936. Elle a été remportée par le Belge Adolph Braeckeveldt.

## Classement final
Adolph Braeckeveldt remporte la course en parcourant les 233 kilomètres en 6 h 35 min 0 s à la vitesse moyenne de 35,392 km/h.
| Classement final, | Classement final,   | Classement final, | Classement final, | Classement final, |
|                   | Coureur             | Pays              | Équipe            | Temps             |
| ----------------- | ------------------- | ----------------- | ----------------- | ----------------- |
| 1er               | Adolph Braeckeveldt | Belgique          | La Française      | en 6 h 35 min 0 s |
| 2e                | Antonio Fabris      | Italie            |                   |                   |
| 3e                | Constant Struyven   | Belgique          |                   |                   |
| modifier          |                     |                   |                   |                   |